# 城头镇 (枣庄市)
城头镇，是中华人民共和国山東省枣庄市山亭区下辖的一个乡镇级行政单位。

## 行政区划
城头镇下辖以下地区：
东城头村、西城头村、长巷村、周庄村、后大宫村、前大宫村、时村、清河崖村、陈湖村、宋庄村、寨子村、冷泉村、德洪庄村、徐洼村、涝泉村、荒沟村、石沟村、卞庄村、东岭村、房庄村和高庄村。

## 人口
2010年中国第六次人口普查时，城头镇共有人口41343人。共有家庭11812户，平均每户3.37人。14岁以下的少年儿童共6929人，占总人口16.75%；15-64岁人口共29775人，占总人口72.01%；65岁及以上的老年人共4639人，占总人口的11.22%。男性共计21519人，占总人口52.04%；女性共计19824，占总人口47.95%。本地居住的人口中，拥有本地户籍的人口为39124人，占94.63%。